# Episodi di Pitch
La prima e unica stagione della serie televisiva Pitch è stata trasmessa negli Stati Uniti per la prima volta dall'emittente Fox dal 22 settembre all'8 dicembre 2016.
In Italia, la stagione è andata in onda sul canale satellitare Fox dal 4 luglio al 29 agosto 2017.
| n° | Titolo originale                       | Titolo italiano       | Prima TV USA      | Prima TV Italia |
| -- | -------------------------------------- | --------------------- | ----------------- | --------------- |
| 1  | Pilot                                  | Il debutto            | 22 settembre 2016 | 4 luglio 2017   |
| 2  | The Interim                            | Allenatore ad interim | 29 settembre 2016 | 4 luglio 2017   |
| 3  | Beanball                               | Lanci scorretti       | 6 ottobre 2016    | 11 luglio 2017  |
| 4  | The Break                              | All Star Game         | 13 ottobre 2016   | 18 luglio 2017  |
| 5  | Alfonzo Guzman-Chavez                  | Conto alla rovescia   | 27 ottobre 2016   | 25 luglio 2017  |
| 6  | Wear It                                | Responsabilità        | 3 novembre 2016   | 1º agosto 2017  |
| 7  | San Francisco                          | San Francisco         | 10 novembre 2016  | 8 agosto 2017   |
| 8  | Unstoppable Forces & Immovable Objects | Nuove prospettive     | 17 novembre 2016  | 15 agosto 2017  |
| 9  | Scratched                              | Cancellato            | 1º dicembre 2016  | 22 agosto 2017  |
| 10 | Don't Say It                           | Non dirlo             | 8 dicembre 2016   | 29 agosto 2017  |